# Erhard Schmidt
Erhard Schmidt (13. ledna 1876 Tartu, Estonská gubernie – 6. prosince 1959 Berlín, Německo) byl německý matematik známý zejména díky tzv. Gramově-Schmidtově ortogonalizačnímu procesu. Obzvláště významná je však především jeho práce v oblasti funkcionální analýzy, kde spolupracoval se svým školitelem, Davidem Hilbertem. Po Schmidtovi a Hilberta je pojmenován tzv. Hilbertův-Schmidtův operátor.